# Odontodes terminalis
Odontodes terminalis là một loài bướm đêm trong họ Noctuidae.